# ان‌جی‌سی ۱۳۰۹
ان‌جی‌سی ۱۳۰۹ (انگلیسی: NGC 1309) نام یک کهکشان مارپیچی در صورت فلکی جوی است.